# Podoscypha brasiliensis
Podoscypha brasiliensis är en svampart som beskrevs av D.A. Reid 1965. Podoscypha brasiliensis ingår i släktet Podoscypha och familjen Meruliaceae.   Inga underarter finns listade i Catalogue of Life.